# 류환

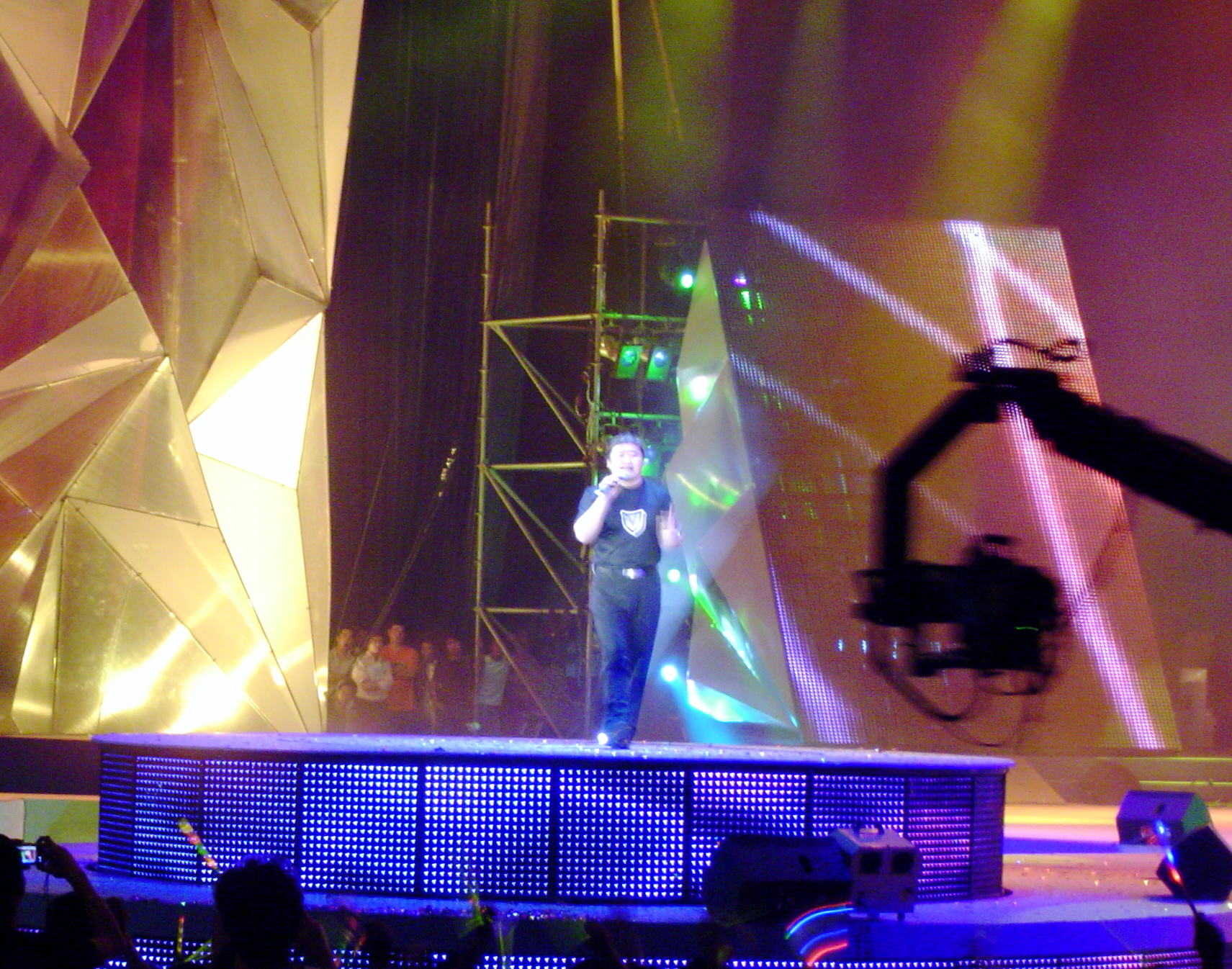
류환

류환(刘欢, 1963년 8월 26일 ~ )은 중국의 가수이다. 현재는 베이징의 대외경제무역대학교에서 서양 음악사 교수도 하고 있다. 대표 곡으로 〈You and Me〉가 있다.